# Dinamo-Energija Jekaterinburg
Der HK Dinamo-Energija Jekaterinburg (russisch ХК Динамо-Энергия Екатеринбург) ist ein ehemaliger russischer Eishockeyklub aus Jekaterinburg.

## Geschichte
Dinamo-Energija Jekaterinburg wurde 1950 als Spartak Swerdlowsk gegründet und spielte bis zu seiner Auflösung im Jahr 2007 in den höchsten sowjetischen und russischen Spielklassen. In den Jahren 1955, 1967, 1972, 1974, 1977, 1984, 1986 und 1999 gewann die Mannschaft unter verschiedenen Namen insgesamt acht Mal den Meistertitel der zweiten Spielklasse. Der letzte Aufstieg in die Superliga gelang nach dem Meisterschaftsgewinn 1999, als der Verein sich zwei Spielzeiten lang in der Eliteklasse etablieren konnte.
Als inoffizielles Nachfolgeteam von Dinamo-Energija gilt der 2006 gegründete Stadtrivale Awtomobilist Jekaterinburg.

## Bekannte ehemalige Spieler
- Pawel Dazjuk
- Konstantin Firsanov